# 274. strelska divizija (ZSSR)
274. strelska divizija (izvirno rusko 274. стрелковая дивизия; kratica 274. SD) je bila strelska divizija Rdeče armade v času druge svetovne vojne.

## Zgodovina
Divizija je bila ustanovljena avgusta 1941 v Zaporožju.